# Jaromil Jireš
Jaromil Jireš (Bratislava, 10 dicembre 1935 – Praga, 24 ottobre 2001) è stato un regista e sceneggiatore ceco, tra i maggiori esponenti della Nová vlna, la nouvelle vague cecoslovacca degli anni sessanta.
Ha esordito nel lungometraggio nel 1963 con Il grido (Křik), presentato in concorso al Festival di Cannes 1964. Tra i suoi film più noti, Lo scherzo (Žert) (1969), tratto dall'omonimo romanzo di Milan Kundera.

## Filmografia

### Cortometraggi
- Horečka (1958)
- Strejda (1959)
- Stopy (1960)
- Sál ztracených kroků (1960)
- Don Špagát (1962)
- Srub (1965)
- Perline sul fondo (Perličky na dně) (1966) - episodio Romance
- Hra na krále (1967)
- Don Juan 68 (1968)
- Tribunál (1969)
- Dědáček (1969)
- Cesta do Prahy Vincence Moštka a Šimona Pešla z Vičnova l.p. 1969 (1969)
- Kasař (1973)
- Il divino Boemo (1974)

### Lungometraggi
- Il grido (Křik) (1964)
- Lo scherzo (Žert) (1969)
- Fantasie di una tredicenne (Valerie a týden divů) (1970)
- ... E saluto le rondini (...a pozdravuji vlaštovky) (1972)
- Lidé z metra (1974)
- Talíře nad Velkým Malíkovem (1977)
- Mladý muž a bílá velryba (1978)
- Causa králík (1980)
- Útěky domů (1980)
- Opera ve vinici (1981)
- Eclisse parziale (Neúplné zatmení) (1982)
- Prodlouzený cas (1984)
- Katapult (1984)
- Lev s bílou hrívou (1986)
- Labyrinth (Labyrint) (1991)
- Helimadoe (1994)
- Učitel tance (1995)
- Dvojrole (1999)